# نيكولاس شيلينغ
نيكولاس شيلينغ هو مونتير وكاتب سيناريو وكاتب ومصور سينمائي ومخرج سويسري، ولد في 23 أبريل 1944 في بازل في سويسرا، وتوفي في 6 مايو 2016.

## وصلات خارجية
- نيكولاس شيلينغ على موقع IMDb (الإنجليزية)
- نيكولاس شيلينغ على موقع مونزينجر (الألمانية)
- نيكولاس شيلينغ على موقع ألو سيني (الفرنسية)
- نيكولاس شيلينغ على موقع أول موفي (الإنجليزية)
- نيكولاس شيلينغ على موقع قاعدة بيانات الأفلام السويدية (السويدية)
- نيكولاس شيلينغ على موقع قاعدة بيانات الفيلم (الإنجليزية)
- نيكولاس شيلينغ على موقع كينوبويسك (الروسية)